# シュガーマン 奇跡に愛された男
『シュガーマン 奇跡に愛された男』（Searching for Sugar Man）は、2012年のスウェーデン・イギリスのドキュメンタリー映画である。
1970年代初頭にデビューするも上手くいかず、商業的に失敗しアメリカ音楽界から消え去った数年後の1970年代末、どういうわけか突如アメリカから遠く離れた南アフリカ共和国で反アパルトヘイト闘争のシンボルソングとして爆発的にヒットしたアメリカ合衆国の歌手「シュガーマン」ことシクスト・ロドリゲスに迫る内容である。

## 公開
2012年のサンダンス映画祭で上映された。アメリカ合衆国やイギリスでは、2012年7月27日に劇場公開された。

## 評価

### 批評家の反応
Rotten Tomatoesでは103件のレビューで支持率95%となった。
『シカゴ・サンタイムズ』ではロジャー・イーバートは4ツ星満点を与えた。

### 受賞とノミネート
| 賞                                   | 部門                                             | 候補者                                 | 結果       |
| ------------------------------------ | ------------------------------------------------ | -------------------------------------- | ---------- |
| アカデミー賞                         | 長編ドキュメンタリー映画賞                       | マリク・ベンジェルール、サイモン・チン | 受賞       |
| 英国アカデミー賞                     | ドキュメンタリー映画賞                           | マリク・ベンジェルール、サイモン・チン | 受賞       |
| 英国インディペンデント映画賞         | 外国作品賞                                       | 『シュガーマン 奇跡に愛された男』      | ノミネート |
| クリティクス・チョイス・アワード     | ドキュメンタリー映画賞                           | 『シュガーマン 奇跡に愛された男』      | 受賞       |
| シカゴ映画批評家協会賞               | ドキュメンタリー映画賞                           | 『シュガーマン 奇跡に愛された男』      | ノミネート |
| ロンドン映画批評家協会賞             | ドキュメンタリー映画賞                           | 『シュガーマン 奇跡に愛された男』      | ノミネート |
| ワシントンD.C.映画批評家協会賞       | ドキュメンタリー映画賞                           | 『シュガーマン 奇跡に愛された男』      | ノミネート |
| ロサンゼルス映画批評家協会賞         | ドキュメンタリー映画賞                           | 『シュガーマン 奇跡に愛された男』      | 次点       |
| トロント映画批評家協会賞             | ドキュメンタリー映画賞                           | 『シュガーマン 奇跡に愛された男』      | 次点       |
| ナショナル・ボード・オブ・レビュー賞 | ドキュメンタリー映画賞                           | 『シュガーマン 奇跡に愛された男』      | 受賞       |
| 全米製作者組合賞                     | ドキュメンタリー映画賞                           | 『シュガーマン 奇跡に愛された男』      | 受賞       |
| ダーバン国際映画祭                   | 観客賞（ドキュメンタリー部門）                   | 『シュガーマン 奇跡に愛された男』      | 受賞       |
| サンダンス映画祭                     | ワールドシネマ ドキュメンタリー部門 観客賞       | マリク・ベンジェルール                 | 受賞       |
| サンダンス映画祭                     | ワールドシネマ ドキュメンタリー部門 審査員特別賞 | マリク・ベンジェルール                 | 受賞       |
| サンダンス映画祭                     | ワールドシネマ ドキュメンタリー部門 審査員大賞   | マリク・ベンジェルール                 | ノミネート |
| ロサンゼルス映画祭                   | 観客賞（ドキュメンタリー部門）                   | マリク・ベンジェルール                 | 受賞       |
| モスクワ国際映画祭                   | ドキュメンタリー映画賞                           | マリク・ベンジェルール                 | 受賞       |